# Jacqueline Brazil
Jacqueline Brazil (São Paulo,10 de novembro de 1985), é uma jornalista e palestrante brasileira, apresentadora da previsão do tempo em telejornais como Hora Um da Notícia, Jornal Hoje e Jornal Nacional, na TV Globo.

## Carreira profissional
Formada em Jornalismo pela Universidade Metodista de São Paulo, em 2005, trabalhou no rádio desde os 17 anos, passando pela Rádio Capital e pela Rede Bandeirantes, até entrar para a Globo em 2011.
Trabalhou como repórter na Globo fazendo matérias para os telejornais da emissora até 2018, quando foi promovida ao posto de apresentadora das previsões do tempo dos jornais matutinos Hora 1, Bom Dia Brasil e Em Pauta (da GloboNews). Em 2021, passou a apresentar o quadro de meteorologia nos telejornais vespertinos SP1 e Jornal Hoje.

## Vida pessoal
Desde 2020, Jacqueline namora o narrador esportivo e apresentador da SporTV Luiz Carlos Júnior. A primeira aparição pública do casal foi no programa Domingão do Faustão, em janeiro de 2021.